# 里尼亚诺-加尔加尼科
里尼亚诺-加尔加尼科（義大利語：Rignano Garganico），是意大利福贾省的一个市镇。总面积88.94平方公里，人口2202人，人口密度24.8人/平方公里（2009年）。ISTAT代码为071041。